# Liponeura isabellae
Liponeura isabellae är en tvåvingeart som beskrevs av Peter Zwick 1992. Liponeura isabellae ingår i släktet Liponeura och familjen Blephariceridae.
Artens utbredningsområde är Spanien. Inga underarter finns listade i Catalogue of Life.